# スィトジェフティ
スィトジェフティ（Sitdjehuti、Satdjehuti、「トートの娘」）は、エジプト第17王朝後期の王女及び王妃。彼女はセナクトエンラーとテティシェリの娘だった。彼女は兄弟のセケンエンラーの妻であり、王女アハメスの母親だった。サトジェフウティとも呼ばれる。

## 生涯
スィトジェフティは、ファラオのセナクトエンラーの娘であり、セケンエンラー、イアフヘテプ1世、イアフメス・インハピの姉妹である。彼女は兄弟のセケンエンラーと結婚し、彼との間に娘のアハメスを産んだ。

## 死と埋葬
スィトジェフティのミイラは、棺、黄金のマスク、ハート・スカラベ、姪のイアフメス＝ネフェルタリから贈られたリネンと共に1820年頃に発見された。